# Joseph Lewis
Pour les articles homonymes, voir Lewis.
Joseph "Joe" Lewis, né le 13 janvier 1989 à Gloucester, est un coureur cycliste australien.

## Palmarès
- 2007[1]
  - 4e et 5e étapes du Top End Tour
  - 1re et 2e étapes du Brindabella Challenge
- 2008
  - 3e du Tour de Bright
- 2009
  - 8e étape du Tour de Tasmanie
  - 3e du Tour de Nouvelle-Calédonie
- 2010
  - Tour de Bright :
    - Classement général
    - 1re étape

  - 2e du Tour du Gippsland
- 2011
  - 4e étape du Tour of the Gila
  - 3e du championnat d'Australie sur route espoirs
- 2013
  - Labor Day Omnium :
    - Classement général
    - 2e étape

  - 2e de la Bucks County Classic
- 2014
  - 3e étape du Johnson City Omnium
  - 2e de la Winston Salem Cycling Classic
  - 2e du Johnson City Omnium
- 2015
  - 3e de la Winston Salem Cycling Classic
- 2016
  - 4e étape de la Cascade Classic
- 2017
  - Longmont Criterium[2]
- 2018
  - 2e du Glencoe Grand Prix

## Classements mondiaux
| Année            | 2008 | 2009 | 2010 | 2011 | 2012 | 2013 | 2014 | 2015 | 2016 | 2017 | 2018 |
| ---------------- | ---- | ---- | ---- | ---- | ---- | ---- | ---- | ---- | ---- | ---- | ---- |
| UCI America Tour |      |      |      |      |      | 76e  | 107e | 156e | 496e | 264e | 221e |
| UCI Asia Tour    | 285e |      | 323e |      | 274e |      |      |      |      |      |      |
| UCI Europe Tour  |      |      | 909e |      |      |      |      |      |      |      |      |
| UCI Oceania Tour |      | 59e  |      |      | 23e  |      |      |      |      |      |      |